# Kaduela (Pasawahan)
Kaduela is een bestuurslaag in het regentschap Kuningan van de provincie West-Java, Indonesië. Kaduela telt 2103 inwoners (volkstelling 2010).